# Élections départementales de 2015 dans la Creuse
Les élections départementales ont lieu les 22 et 29 mars 2015.

## Contexte départemental

### Assemblée départementale sortante
Avant les élections, le conseil général de la Creuse est présidé par Jean-Jacques Lozach (PS).
Il comprend 27 conseillers généraux issus des 27 cantons de la Creuse. Après le redécoupage cantonal de 2014, ce sont 30 conseillers départementaux qui seront élus au sein des 15 nouveaux cantons de la Creuse.
| Parti                             | Sigle | Sigle | Élus |
| --------------------------------- | ----- | ----- | ---- |
| Majorité (18 sièges)              |       |       |      |
| Parti socialiste                  |       | PS    | 11   |
| Divers gauche                     |       | DVG   | 5    |
| Parti communiste français         |       | PCF   | 1    |
| Parti radical de gauche           |       | PRG   | 1    |
| Opposition (9 sièges)             |       |       |      |
| Union pour un mouvement populaire |       | UMP   | 8    |
| Divers droite                     |       | DVD   | 1    |
| Président du conseil général      |       |       |      |
| Jean-Jacques Lozach (PS)          |       |       |      |

### Assemblée départementale élue
| Parti                              | Sigle | Sigle | Élus |
| ---------------------------------- | ----- | ----- | ---- |
| Majorité (16 sièges)               |       |       |      |
| Union pour un mouvement populaire  |       | UMP   | 12   |
| Divers droite                      |       | DVD   | 4    |
| Opposition (14 sièges)             |       |       |      |
| Parti socialiste                   |       | PS    | 13   |
| Europe Écologie Les Verts          |       | EÉLV  | 1    |
| Président du conseil départemental |       |       |      |
| Valérie Simonet (UMP)              |       |       |      |

## Résultats à l'échelle du département

### Résultats par nuances du ministère de l'Intérieur
Les nuances utilisées par le ministère de l'Intérieur ne tiennent pas compte des alliances locales.
| Binômes     | Binômes            | Premier tour | Premier tour | Second tour | Second tour | Sièges |
| Binômes     | Binômes            | Voix         | %            | Voix        | %           | Sièges |
| ----------- | ------------------ | ------------ | ------------ | ----------- | ----------- | ------ |
|             | PS                 | 10 165       | 19,46        | 12 358      | 29,88       | 10     |
|             | Union de la gauche | 6 220        | 11,91        | 8 381       | 20,26       | 4      |
|             | FG                 | 5 048        | 9,66         |             |             |        |
|             | DVG                | 822          | 1,57         |             |             |        |
|             | PG                 | 667          | 1,28         |             |             |        |
|             | EÉLV               | 423          | 0,81         |             |             |        |
| Gauche      | Gauche             | 23 345       | 44,69        | 20 739      | 50,14       | 14     |
|             |                    |              |              |             |             |        |
|             | Union de la droite | 11 724       | 22,44        | 11 272      | 27,25       | 10     |
|             | UMP                | 5 396        | 10,33        | 5 123       | 12,39       | 4      |
|             | DVD                | 2 182        | 4,18         | 3 658       | 8,84        | 2      |
|             | DLF                | 156          | 0,30         |             |             |        |
| Droite      | Droite             | 19 458       | 37,25        | 20 053      | 48,48       | 16     |
|             |                    |              |              |             |             |        |
|             | FN                 | 9 175        | 17,56        | 567         | 1,37        | 0      |
|             |                    |              |              |             |             |        |
|             | Divers             | 259          | 0,50         |             |             |        |
|             |                    |              |              |             |             |        |
| Inscrits    | Inscrits           | 94 835       | 100,00       | 75 416      | 100,00      |        |
| Abstentions | Abstentions        | 39 210       | 41,35        | 29 827      | 39,55       |        |
| Votants     | Votants            | 55 625       | 58,65        | 45 589      | 60,45       |        |
| Blancs      | Blancs             | 1 973        | 3,55         | 2 493       | 5,47        |        |
| Nuls        | Nuls               | 1 415        | 2,54         | 1 737       | 3,81        |        |
| Exprimés    | Exprimés           | 52 237       | 93,91        | 41 359      | 90,72       |        |

### Résultats par canton
| Canton                   | Conseiller sortant   | Parti                | Parti       | Conseiller élu          | Parti           | Parti           |
| ------------------------ | -------------------- | -------------------- | ----------- | ----------------------- | --------------- | --------------- |
| Ahun                     | Jean Auclair*        |                      | UMP         | Catherine Defemme       |                 | DVD             |
| Ahun                     | Jean Auclair*        | Thierry Gaillard     | UMP         |                         | DVD             |                 |
| Aubusson                 | Jean-Marie Massias   |                      | DVD         | Jean-Baptiste Dumontant |                 | PS              |
| Aubusson                 | Jean-Marie Massias   | Nicole Pallier       | DVD         |                         | PS              |                 |
| Auzances                 | Valérie Simonet      |                      | UMP         | Jérémie Sauty           |                 | UMP             |
| Auzances                 | Valérie Simonet      | Valérie Simonet      | UMP         |                         | UMP             |                 |
| Bellegarde-en-Marche     | Jean-Paul Joulot*    |                      | PS          | Canton supprimé         | Canton supprimé | Canton supprimé |
| Bénévent-l'Abbaye        | André Mavigner*      |                      | DVG         | Canton supprimé         | Canton supprimé | Canton supprimé |
| Bonnat                   | Jean Comergnat*      |                      | PRG         | Gérard Gaudin           |                 | UMP             |
| Bonnat                   | Jean Comergnat*      | Hélène Pilat         | PRG         |                         | UMP             |                 |
| Bourganeuf               | Jean-Jacques Lozach  |                      | PS          | Marinette Jouannetaud   |                 | PS              |
| Bourganeuf               | Jean-Jacques Lozach  | Jean-Jacques Lozach  | PS          |                         | PS              |                 |
| Boussac                  | Roger Bléron*        |                      | PS          | Franck Foulon           |                 | UMP             |
| Boussac                  | Roger Bléron*        | Catherine Graveron   | PS          |                         | UMP             |                 |
| Chambon-sur-Voueize      | Nicolas Simonnet*    |                      | UMP         | Canton supprimé         | Canton supprimé | Canton supprimé |
| Châtelus-Malvaleix       | Gérard Gaudin        |                      | UMP         | Canton supprimé         | Canton supprimé | Canton supprimé |
| Chénérailles             | Guy de Lamberterie*  |                      | UMP         | Canton supprimé         | Canton supprimé | Canton supprimé |
| La Courtine              | Philippe Breuil      |                      | DVG         | Canton supprimé         | Canton supprimé | Canton supprimé |
| Crocq                    | René Roulland*       |                      | DVG         | Canton supprimé         | Canton supprimé | Canton supprimé |
| Dun-le-Palestel          | Laurent Daulny       |                      | UMP         | Laurent Daulny          |                 | UMP             |
| Dun-le-Palestel          | Laurent Daulny       | Hélène Faivre        | UMP         |                         | UMP             |                 |
| Évaux-les-Bains          | François Radigon*    |                      | DVG         | Nicolas Simonnet        |                 | UMP             |
| Évaux-les-Bains          | François Radigon*    | Marie-Thérèse Vialle | DVG         |                         | UMP             |                 |
| Felletin                 | Yves Chamfreau*      |                      | UMP         | Agnès Guillemot         |                 | PS              |
| Felletin                 | Yves Chamfreau*      | Jean-Luc Leger       | UMP         |                         | PS              |                 |
| Gentioux-Pigerolles      | Jean-Luc Léger       |                      | PS          | Canton supprimé         | Canton supprimé | Canton supprimé |
| Gouzon                   | Canton créé          | Canton créé          | Canton créé | Marie-Christine Bunlon  |                 | UMP             |
| Gouzon                   | Canton créé          | Canton créé          | Canton créé | Patrice Morançais       |                 | UMP             |
| Grand-Bourg              | Didier Bardet        |                      | PS          | Annie Chamberaud        |                 | DVD             |
| Grand-Bourg              | Didier Bardet        | Bertrand Labar       | PS          |                         | DVD             |                 |
| Guéret-Nord              | Daniel Dexet*        |                      | PCF         | Canton supprimé         | Canton supprimé | Canton supprimé |
| Guéret-Sud-Est           | Guy Avizou           |                      | PS          | Canton supprimé         | Canton supprimé | Canton supprimé |
| Guéret-Sud-Ouest         | Éric Jeansannetas    |                      | PS          | Canton supprimé         | Canton supprimé | Canton supprimé |
| Guéret-1                 | Canton créé          | Canton créé          | Canton créé | Guy Avizou              |                 | PS              |
| Guéret-1                 | Canton créé          | Canton créé          | Canton créé | Isabelle Penicaud       |                 | PS              |
| Guéret-2                 | Canton créé          | Canton créé          | Canton créé | Pauline Cazier          |                 | EÉLV            |
| Guéret-2                 | Canton créé          | Canton créé          | Canton créé | Éric Jeansannetas       |                 | PS              |
| Jarnages                 | Jean-Pierre Vacher*  |                      | UMP         | Canton supprimé         | Canton supprimé | Canton supprimé |
| Pontarion                | Jacky Guillon        |                      | PS          | Canton supprimé         | Canton supprimé | Canton supprimé |
| Royère-de-Vassivière     | Bernard Laborde*     |                      | PS          | Canton supprimé         | Canton supprimé | Canton supprimé |
| Saint-Sulpice-les-Champs | Patrick Aubert*      |                      | DVG         | Canton supprimé         | Canton supprimé | Canton supprimé |
| Saint-Vaury              | Philippe Bayol       |                      | PS          | Philippe Bayol          |                 | PS              |
| Saint-Vaury              | Philippe Bayol       | Armelle Martin       | PS          |                         | PS              |                 |
| La Souterraine           | Marie-France Galbrun |                      | PS          | Marie-France Galbrun    |                 | PS              |
| La Souterraine           | Marie-France Galbrun | Étienne Lejeune      | PS          |                         | PS              |                 |

* Conseillers généraux sortants ne se représentant pas

## Résultats par canton

### Canton d'Ahun
| Candidats            | Candidats            | Partis      | Partis      | Premier tour | Premier tour | Second tour | Second tour |
| Candidats            | Candidats            | Partis      | Partis      | Voix         | %            | Voix        | %           |
| -------------------- | -------------------- | ----------- | ----------- | ------------ | ------------ | ----------- | ----------- |
| 1                    | Jean Louis Bouillet  |             | FG          | 285          | 8,28         |             |             |
| 1                    | Christine Simonet    |             | FG          | 285          | 8,28         |             |             |
| 2                    | Céline Fouchet       |             | PS          | 1 062        | 30,85        | 1 501       | 40,78       |
| 2                    | Jacquy Guillon*      |             | PS          | 1 062        | 30,85        | 1 501       | 40,78       |
| 3                    | Pierrette Bidon      |             | EÉLV        | 212          | 6,16         |             |             |
| 3                    | Nicolas Hamoneau     |             | EÉLV        | 212          | 6,16         |             |             |
| 4                    | Catherine Defemme    |             | DVD         | 1 155        | 33,56        | 1 613       | 43,82       |
| 4                    | Thierry Gaillard     |             | DVD         | 1 155        | 33,56        | 1 613       | 43,82       |
| 5                    | Jean-Marie Berthe    |             | FN          | 728          | 21,15        | 567         | 15,4        |
| 5                    | Diane de La Chapelle |             | FN          | 728          | 21,15        | 567         | 15,4        |
|                      |                      |             |             |              |              |             |             |
| Inscrits             | Inscrits             | Inscrits    | Inscrits    | 5 822        | 100,00       | 5 811       | 100,00      |
| Abstentions          | Abstentions          | Abstentions | Abstentions | 2 171        | 37,29        | 1 909       | 32,85       |
| Votants              | Votants              | Votants     | Votants     | 3 651        | 62,71        | 3 902       | 67,15       |
| Blancs               | Blancs               | Blancs      | Blancs      | 116          | 3,18         | 137         | 3,51        |
| Nuls                 | Nuls                 | Nuls        | Nuls        | 93           | 2,55         | 84          | 2,15        |
| Exprimés             | Exprimés             | Exprimés    | Exprimés    | 3 442        | 94,28        | 3 681       | 94,34       |
| * conseiller sortant |                      |             |             |              |              |             |             |

### Canton d'Aubusson
| Candidats            | Candidats               | Partis      | Partis      | Premier tour | Premier tour | Second tour | Second tour |
| Candidats            | Candidats               | Partis      | Partis      | Voix         | %            | Voix        | %           |
| -------------------- | ----------------------- | ----------- | ----------- | ------------ | ------------ | ----------- | ----------- |
| 1                    | Jean-Baptiste Dumontant |             | PS          | 1 736        | 44,44        | 2 235       | 54,33       |
| 1                    | Nicole Pallier          |             | PS          | 1 736        | 44,44        | 2 235       | 54,33       |
| 2                    | Lucien Berton           |             | FN          | 689          | 17,64        |             |             |
| 2                    | Monique Matrat          |             | FN          | 689          | 17,64        |             |             |
| 3                    | Christine Chagot        |             | DVD         | 1 069        | 27,37        | 1 879       | 45,67       |
| 3                    | Jean-Marie Massias*     |             | DVD         | 1 069        | 27,37        | 1 879       | 45,67       |
| 4                    | Pierrette Legros        |             | UMP         | 412          | 10,55        |             |             |
| 4                    | Claude Teyton           |             | DVD         | 412          | 10,55        |             |             |
|                      |                         |             |             |              |              |             |             |
| Inscrits             | Inscrits                | Inscrits    | Inscrits    | 7 466        | 100,00       | 7 466       | 100,00      |
| Abstentions          | Abstentions             | Abstentions | Abstentions | 3 225        | 43,2         | 2 953       | 39,55       |
| Votants              | Votants                 | Votants     | Votants     | 4 241        | 56,8         | 4 513       | 60,45       |
| Blancs               | Blancs                  | Blancs      | Blancs      | 194          | 4,57         | 226         | 5,01        |
| Nuls                 | Nuls                    | Nuls        | Nuls        | 141          | 3,32         | 173         | 3,83        |
| Exprimés             | Exprimés                | Exprimés    | Exprimés    | 3 906        | 92,1         | 4 114       | 91,16       |
| * conseiller sortant |                         |             |             |              |              |             |             |

### Canton d'Auzances
| Candidats            | Candidats            | Partis      | Partis      | Premier tour | Premier tour | Second tour | Second tour |
| Candidats            | Candidats            | Partis      | Partis      | Voix         | %            | Voix        | %           |
| -------------------- | -------------------- | ----------- | ----------- | ------------ | ------------ | ----------- | ----------- |
| 1                    | Philippe Breuil*     |             | DVG         | 1 845        | 44,15        | 2 191       | 48,41       |
| 1                    | Françoise Simon      |             | PS          | 1 845        | 44,15        | 2 191       | 48,41       |
| 2                    | Jérémie Sauty        |             | UMP         | 1 829        | 43,77        | 2 335       | 51,59       |
| 2                    | Valérie Simonet*     |             | UMP         | 1 829        | 43,77        | 2 335       | 51,59       |
| 3                    | Yvan Corlay          |             | FN          | 505          | 12,08        |             |             |
| 3                    | Marie de La Chapelle |             | FN          | 505          | 12,08        |             |             |
|                      |                      |             |             |              |              |             |             |
| Inscrits             | Inscrits             | Inscrits    | Inscrits    | 6 939        | 100,00       | 6 939       | 100,00      |
| Abstentions          | Abstentions          | Abstentions | Abstentions | 2 553        | 36,79        | 2 190       | 31,56       |
| Votants              | Votants              | Votants     | Votants     | 4 386        | 63,21        | 4 749       | 68,44       |
| Blancs               | Blancs               | Blancs      | Blancs      | 111          | 2,53         | 116         | 2,44        |
| Nuls                 | Nuls                 | Nuls        | Nuls        | 96           | 2,19         | 107         | 2,25        |
| Exprimés             | Exprimés             | Exprimés    | Exprimés    | 4 179        | 95,28        | 4 526       | 95,3        |
| * conseiller sortant |                      |             |             |              |              |             |             |

### Canton de Bonnat
| Candidats            | Candidats          | Partis      | Partis      | Premier tour | Premier tour | Second tour | Second tour |
| Candidats            | Candidats          | Partis      | Partis      | Voix         | %            | Voix        | %           |
| -------------------- | ------------------ | ----------- | ----------- | ------------ | ------------ | ----------- | ----------- |
| 1                    | Nadine Auger       |             | PS          | 888          | 26,80        | 1 241       | 38,18       |
| 1                    | Jean Commergnat*   |             | PS          | 888          | 26,80        | 1 241       | 38,18       |
| 2                    | Gérard Gaudin*     |             | UMP         | 1 399        | 42,23        | 2 009       | 61,82       |
| 2                    | Hélène Pilat       |             | UMP         | 1 399        | 42,23        | 2 009       | 61,82       |
| 3                    | Maryse Jaumot      |             | PCF         | 352          | 10,62        |             |             |
| 3                    | Alain Vachon       |             | FG          | 352          | 10,62        |             |             |
| 4                    | Séverine Dumortier |             | FN          | 674          | 20,34        |             |             |
| 4                    | Yves Giaramita     |             | FN          | 674          | 20,34        |             |             |
|                      |                    |             |             |              |              |             |             |
| Inscrits             | Inscrits           | Inscrits    | Inscrits    | 5 992        | 100,00       | 5 994       | 100,00      |
| Abstentions          | Abstentions        | Abstentions | Abstentions | 2 450        | 40,89        | 2 349       | 39,19       |
| Votants              | Votants            | Votants     | Votants     | 3 542        | 59,11        | 3 645       | 60,81       |
| Blancs               | Blancs             | Blancs      | Blancs      | 135          | 3,81         | 241         | 6,61        |
| Nuls                 | Nuls               | Nuls        | Nuls        | 94           | 2,65         | 154         | 4,22        |
| Exprimés             | Exprimés           | Exprimés    | Exprimés    | 3 313        | 93,53        | 3 250       | 89,16       |
| * conseiller sortant |                    |             |             |              |              |             |             |

### Canton de Bourganeuf
| Candidats   | Candidats                   | Partis      | Partis      | Premier tour | Premier tour | Second tour | Second tour |
| Candidats   | Candidats                   | Partis      | Partis      | Voix         | %            | Voix        | %           |
| ----------- | --------------------------- | ----------- | ----------- | ------------ | ------------ | ----------- | ----------- |
| 1           | Bernard Baudron             |             | PCF         | 395          | 13,59        |             |             |
| 1           | Marie-Hélène Pouget-Chauvat |             | PCF         | 395          | 13,59        |             |             |
| 2           | Stéphane Jouanisson         |             | FN          | 491          | 16,89        |             |             |
| 2           | Corinne Martin              |             | FN          | 491          | 16,89        |             |             |
| 3           | Marinette Jouannetaud       |             | PS          | 1 184        | 40,73        | 1 528       | 54,38       |
| 3           | Jean-Jacques Lozach         |             | PS          | 1 184        | 40,73        | 1 528       | 54,38       |
| 4           | Franck Simon-Chautemps      |             | UMP         | 837          | 28,79        | 1 467       | 46,68       |
| 4           | Michelle Suchaud            |             | UMP         | 837          | 28,79        | 1 467       | 46,68       |
|             |                             |             |             |              |              |             |             |
| Inscrits    | Inscrits                    | Inscrits    | Inscrits    | 5 013        | 100,00       | 5 013       | 100,00      |
| Abstentions | Abstentions                 | Abstentions | Abstentions | 1 917        | 38,24        | 1 860       | 37,1        |
| Votants     | Votants                     | Votants     | Votants     | 3 096        | 61,76        | 3 153       | 62,9        |
| Blancs      | Blancs                      | Blancs      | Blancs      | 105          | 3,39         | 179         | 5,68        |
| Nuls        | Nuls                        | Nuls        | Nuls        | 84           | 2,71         | 164         | 5,2         |
| Exprimés    | Exprimés                    | Exprimés    | Exprimés    | 2 907        | 93,9         | 2 810       | 89,12       |

### Canton de Boussac
| Candidats   | Candidats          | Partis      | Partis      | Premier tour | Premier tour | Second tour | Second tour |
| Candidats   | Candidats          | Partis      | Partis      | Voix         | %            | Voix        | %           |
| ----------- | ------------------ | ----------- | ----------- | ------------ | ------------ | ----------- | ----------- |
| 1           | Martine Morin      |             | FN          | 554          | 17,31        |             |             |
| 1           | Gilles Soler       |             | FN          | 554          | 17,31        |             |             |
| 2           | Sylvie Benoît      |             | PS          | 995          | 31,09        | 1 467       | 46,68       |
| 2           | Gérard Thomazon    |             | PS          | 995          | 31,09        | 1 467       | 46,68       |
| 3           | Stéphane Briault   |             | PCF         | 343          | 10,72        |             |             |
| 3           | Isabelle Humbert   |             | FG          | 343          | 10,72        |             |             |
| 4           | Franck Foulon      |             | UMP         | 1 210        | 37,81        | 1 676       | 53,32       |
| 4           | Catherine Graveron |             | UMP         | 1 210        | 37,81        | 1 676       | 53,32       |
| 5           | Julie Aumeunier    |             | DLF         | 98           | 3,06         |             |             |
| 5           | Damien Demarigny   |             | DLF         | 98           | 3,06         |             |             |
|             |                    |             |             |              |              |             |             |
| Inscrits    | Inscrits           | Inscrits    | Inscrits    | 5 332        | 100,00       | 5 333       | 100,00      |
| Abstentions | Abstentions        | Abstentions | Abstentions | 2 001        | 37,53        | 1 927       | 36,13       |
| Votants     | Votants            | Votants     | Votants     | 3 331        | 62,47        | 3 406       | 63,87       |
| Blancs      | Blancs             | Blancs      | Blancs      | 80           | 2,4          | 161         | 4,73        |
| Nuls        | Nuls               | Nuls        | Nuls        | 51           | 1,53         | 102         | 2,99        |
| Exprimés    | Exprimés           | Exprimés    | Exprimés    | 3 200        | 96,07        | 3 143       | 92,28       |

### Canton de Dun-le-Palestel
| Candidats            | Candidats              | Partis      | Partis      | Premier tour | Premier tour |
| Candidats            | Candidats              | Partis      | Partis      | Voix         | %            |
| -------------------- | ---------------------- | ----------- | ----------- | ------------ | ------------ |
| 1                    | Jean-Claude Carpentier |             | PS          | 788          | 21,89        |
| 1                    | Cécile Fortineau       |             | PS          | 788          | 21,89        |
| 2                    | Laurent Daulny*        |             | UMP         | 1 868        | 51,89        |
| 2                    | Hélène Faivre          |             | UMP         | 1 868        | 51,89        |
| 3                    | Odile Bataillard       |             | FN          | 594          | 16,50        |
| 3                    | Jean-Jacques Sabre     |             | FN          | 594          | 16,50        |
| 4                    | Robert Carlier         |             | PCF         | 350          | 9,72         |
| 4                    | Simone Fournial        |             | PCF         | 350          | 9,72         |
|                      |                        |             |             |              |              |
| Inscrits             | Inscrits               | Inscrits    | Inscrits    | 6 730        | 100,00       |
| Abstentions          | Abstentions            | Abstentions | Abstentions | 2 892        | 42,97        |
| Votants              | Votants                | Votants     | Votants     | 3 838        | 57,03        |
| Blancs               | Blancs                 | Blancs      | Blancs      | 150          | 3,91         |
| Nuls                 | Nuls                   | Nuls        | Nuls        | 88           | 2,29         |
| Exprimés             | Exprimés               | Exprimés    | Exprimés    | 3 600        | 93,80        |
| * conseiller sortant |                        |             |             |              |              |

### Canton d'Évaux-les-Bains
| Candidats            | Candidats            | Partis      | Partis      | Premier tour | Premier tour |
| Candidats            | Candidats            | Partis      | Partis      | Voix         | %            |
| -------------------- | -------------------- | ----------- | ----------- | ------------ | ------------ |
| 1                    | Nicolas Simonnet*    |             | UMP         | 1 550        | 54,23        |
| 1                    | Marie-Thérèse Vialle |             | UMP         | 1 550        | 54,23        |
| 2                    | Olivia Bertrandie    |             | FG          | 822          | 28,76        |
| 2                    | Claude Debouche      |             | FG          | 822          | 28,76        |
| 3                    | Sébastien Lamare     |             | FN          | 486          | 17,00        |
| 3                    | Joëlle Macron        |             | FN          | 486          | 17,00        |
|                      |                      |             |             |              |              |
| Inscrits             | Inscrits             | Inscrits    | Inscrits    | 4 964        | 100,00       |
| Abstentions          | Abstentions          | Abstentions | Abstentions | 1 868        | 37,63        |
| Votants              | Votants              | Votants     | Votants     | 3 096        | 62,37        |
| Blancs               | Blancs               | Blancs      | Blancs      | 139          | 4,49         |
| Nuls                 | Nuls                 | Nuls        | Nuls        | 99           | 3,20         |
| Exprimés             | Exprimés             | Exprimés    | Exprimés    | 2 858        | 92,31        |
| * conseiller sortant |                      |             |             |              |              |

### Canton de Felletin
| Candidats   | Candidats                  | Partis      | Partis      | Premier tour | Premier tour | Second tour | Second tour |
| Candidats   | Candidats                  | Partis      | Partis      | Voix         | %            | Voix        | %           |
| ----------- | -------------------------- | ----------- | ----------- | ------------ | ------------ | ----------- | ----------- |
| 1           | Valérie Bertin             |             | UMP         | 1 060        | 34,14        | 1 452       | 46,33       |
| 1           | Claude Bialoux             |             | UMP         | 1 060        | 34,14        | 1 452       | 46,33       |
| 2           | Sylvie Pétron              |             | PCF         | 242          | 7,79         |             |             |
| 2           | Laurent Sauvajon           |             | PG          | 242          | 7,79         |             |             |
| 3           | Agnès Guillemot            |             | PS          | 1 130        | 36,39        | 1 682       | 53,67       |
| 3           | Jean-Luc Leger             |             | PS          | 1 130        | 36,39        | 1 682       | 53,67       |
| 4           | Jérôme Orvain              |             | EÉLV        | 211          | 6,80         |             |             |
| 4           | Nadine Singeot-Lajoie      |             | EÉLV        | 211          | 6,80         |             |             |
| 5           | Marie Dollo                |             | FN          | 462          | 14,88        |             |             |
| 5           | Michel Le Corre Terrazzoni |             | FN          | 462          | 14,88        |             |             |
|             |                            |             |             |              |              |             |             |
| Inscrits    | Inscrits                   | Inscrits    | Inscrits    | 5 215        | 100,00       | 5 215       | 100,00      |
| Abstentions | Abstentions                | Abstentions | Abstentions | 1 942        | 37,24        | 1 804       | 34,59       |
| Votants     | Votants                    | Votants     | Votants     | 3 273        | 62,76        | 3 411       | 65,41       |
| Blancs      | Blancs                     | Blancs      | Blancs      | 98           | 2,99         | 179         | 5,25        |
| Nuls        | Nuls                       | Nuls        | Nuls        | 70           | 2,14         | 98          | 2,87        |
| Exprimés    | Exprimés                   | Exprimés    | Exprimés    | 3 105        | 94,87        | 3 134       | 91,88       |

### Canton de Gouzon
| Candidats            | Candidats              | Partis      | Partis      | Premier tour | Premier tour |
| Candidats            | Candidats              | Partis      | Partis      | Voix         | %            |
| -------------------- | ---------------------- | ----------- | ----------- | ------------ | ------------ |
| 1                    | Anne Bridoux           |             | PS          | 769          | 18,05        |
| 1                    | Jean-Marie Perrier     |             | PS          | 769          | 18,05        |
| 2                    | Bernard Gonzalo        |             | FN          | 836          | 19,62        |
| 2                    | Thérèse Pic            |             | FN          | 836          | 19,62        |
| 3                    | Daniel Grosvalet       |             | FG          | 432          | 10,14        |
| 3                    | Justine Vercellotti    |             | FG          | 432          | 10,14        |
| 4                    | Marie-Christine Bunlon |             | UMP         | 2 224        | 52,19        |
| 4                    | Patrice Morançais*     |             | UMP         | 2 224        | 52,19        |
|                      |                        |             |             |              |              |
| Inscrits             | Inscrits               | Inscrits    | Inscrits    | 7 717        | 100,00       |
| Abstentions          | Abstentions            | Abstentions | Abstentions | 3 189        | 41,32        |
| Votants              | Votants                | Votants     | Votants     | 4 528        | 58,68        |
| Blancs               | Blancs                 | Blancs      | Blancs      | 183          | 4,04         |
| Nuls                 | Nuls                   | Nuls        | Nuls        | 84           | 1,86         |
| Exprimés             | Exprimés               | Exprimés    | Exprimés    | 4 261        | 94,10        |
| * conseiller sortant |                        |             |             |              |              |

### Canton du Grand-Bourg
| Candidats            | Candidats                | Partis      | Partis      | Premier tour | Premier tour | Second tour | Second tour |
| Candidats            | Candidats                | Partis      | Partis      | Voix         | %            | Voix        | %           |
| -------------------- | ------------------------ | ----------- | ----------- | ------------ | ------------ | ----------- | ----------- |
| 1                    | Thierry Dufour           |             | FG          | 667          | 20,63        |             |             |
| 1                    | Sophie Simon             |             | FG          | 667          | 20,63        |             |             |
| 2                    | Annie Chamberaud         |             | DVD         | 1 113        | 34,43        | 1 779       | 54,98       |
| 2                    | Bertrand Labar           |             | DVD         | 1 113        | 34,43        | 1 779       | 54,98       |
| 3                    | Damien Crouzet           |             | DLF         | 58           | 1,79         |             |             |
| 3                    | Hélène Josset Lamaugarny |             | DLF         | 58           | 1,79         |             |             |
| 4                    | Didier Bardet*           |             | PS          | 894          | 27,65        | 1 457       | 45,02       |
| 4                    | Nadine Tessier           |             | PS          | 894          | 27,65        | 1 457       | 45,02       |
| 5                    | Cécile Frehaut           |             | FN          | 501          | 15,50        |             |             |
| 5                    | Serge Incigneri          |             | FN          | 501          | 15,50        |             |             |
|                      |                          |             |             |              |              |             |             |
| Inscrits             | Inscrits                 | Inscrits    | Inscrits    | 5 908        | 100,00       | 5 908       | 100,00      |
| Abstentions          | Abstentions              | Abstentions | Abstentions | 2 484        | 42,04        | 2 322       | 39,3        |
| Votants              | Votants                  | Votants     | Votants     | 3 424        | 57,96        | 3 586       | 60,7        |
| Blancs               | Blancs                   | Blancs      | Blancs      | 100          | 2,92         | 221         | 6,16        |
| Nuls                 | Nuls                     | Nuls        | Nuls        | 91           | 2,66         | 129         | 3,6         |
| Exprimés             | Exprimés                 | Exprimés    | Exprimés    | 3 233        | 94,42        | 3 236       | 90,24       |
| * conseiller sortant |                          |             |             |              |              |             |             |

### Canton de Guéret-1
| Candidats            | Candidats            | Partis      | Partis      | Premier tour | Premier tour | Second tour | Second tour |
| Candidats            | Candidats            | Partis      | Partis      | Voix         | %            | Voix        | %           |
| -------------------- | -------------------- | ----------- | ----------- | ------------ | ------------ | ----------- | ----------- |
| 1                    | Guy Avizou*          |             | PS          | 1 332        | 39,33        | 1 760       | 55,35       |
| 1                    | Isabelle Penicaud    |             | PS          | 1 332        | 39,33        | 1 760       | 55,35       |
| 2                    | Christelle Steux     |             | UMP         | 815          | 24,06        | 1 420       | 44,65       |
| 2                    | Jean-François Thomas |             | UMP         | 815          | 24,06        | 1 420       | 44,65       |
| 3                    | Pierre Auger         |             | PG          | 538          | 15,88        |             |             |
| 3                    | Nelly Bouillet       |             | PG          | 538          | 15,88        |             |             |
| 4                    | Martial Maume        |             | FN          | 702          | 20,73        |             |             |
| 4                    | Élisabeth Vialet     |             | FN          | 702          | 20,73        |             |             |
|                      |                      |             |             |              |              |             |             |
| Inscrits             | Inscrits             | Inscrits    | Inscrits    | 6 651        | 100,00       | 6 651       | 100,00      |
| Abstentions          | Abstentions          | Abstentions | Abstentions | 3 020        | 45,41        | 3 042       | 45,74       |
| Votants              | Votants              | Votants     | Votants     | 3 631        | 54,59        | 3 609       | 54,26       |
| Blancs               | Blancs               | Blancs      | Blancs      | 160          | 4,41         | 261         | 7,23        |
| Nuls                 | Nuls                 | Nuls        | Nuls        | 84           | 2,31         | 168         | 4,66        |
| Exprimés             | Exprimés             | Exprimés    | Exprimés    | 3 387        | 93,28        | 3 180       | 88,11       |
| * conseiller sortant |                      |             |             |              |              |             |             |

### Canton de Guéret-2
| Candidats   | Candidats         | Partis      | Partis      | Premier tour | Premier tour | Second tour | Second tour |
| Candidats   | Candidats         | Partis      | Partis      | Voix         | %            | Voix        | %           |
| ----------- | ----------------- | ----------- | ----------- | ------------ | ------------ | ----------- | ----------- |
| 1           | Pauline Cazier    |             | EÉLV        | 1 362        | 43,58        | 1 800       | 61,48       |
| 1           | Éric Jeansannetas |             | PS          | 1 362        | 43,58        | 1 800       | 61,48       |
| 2           | Monique Basly     |             | UMP         | 682          | 21,82        | 1 128       | 38,52       |
| 2           | Serge Phalippou   |             | UMP         | 682          | 21,82        | 1 128       | 38,52       |
| 3           | Patrice Auclair   |             | PCF         | 520          | 16,64        |             |             |
| 3           | Muriel Dallier    |             | PCF         | 520          | 16,64        |             |             |
| 4           | Geneviève Gosse   |             | FN          | 561          | 17,95        |             |             |
| 4           | Éric Manouvrier   |             | FN          | 561          | 17,95        |             |             |
|             |                   |             |             |              |              |             |             |
| Inscrits    | Inscrits          | Inscrits    | Inscrits    | 6 375        | 100,00       | 6 375       | 100,00      |
| Abstentions | Abstentions       | Abstentions | Abstentions | 2 997        | 47,01        | 2 983       | 46,79       |
| Votants     | Votants           | Votants     | Votants     | 3 378        | 52,99        | 3 392       | 53,21       |
| Blancs      | Blancs            | Blancs      | Blancs      | 126          | 3,73         | 269         | 7,93        |
| Nuls        | Nuls              | Nuls        | Nuls        | 127          | 3,76         | 195         | 5,75        |
| Exprimés    | Exprimés          | Exprimés    | Exprimés    | 3 125        | 92,51        | 2 928       | 86,32       |

### Canton de Saint-Vaury
| Candidats            | Candidats              | Partis      | Partis      | Premier tour | Premier tour | Second tour | Second tour |
| Candidats            | Candidats              | Partis      | Partis      | Voix         | %            | Voix        | %           |
| -------------------- | ---------------------- | ----------- | ----------- | ------------ | ------------ | ----------- | ----------- |
| 1                    | Thierry Gentil         |             | FN          | 726          | 17,92        |             |             |
| 1                    | Brigitte Violleau      |             | FN          | 726          | 17,92        |             |             |
| 2                    | Philippe Bayol*        |             | PS          | 1 303        | 32,16        | 2 019       | 52,59       |
| 2                    | Armelle Martin         |             | PS          | 1 303        | 32,16        | 2 019       | 52,59       |
| 3                    | Liliane Durand Prudent |             | PCF         | 701          | 17,30        |             |             |
| 3                    | Claude Guerrier        |             | PCF         | 701          | 17,30        |             |             |
| 4                    | Céline Bouvier         |             | UMP         | 1 062        | 26,22        | 1 820       | 47,41       |
| 4                    | Bernard de Froment     |             | UMP         | 1 062        | 26,22        | 1 820       | 47,41       |
| 5                    | Bernard Devenas        |             | SE          | 259          | 6,39         |             |             |
| 5                    | Emmanuelle Reuse       |             | SE          | 259          | 6,39         |             |             |
|                      |                        |             |             |              |              |             |             |
| Inscrits             | Inscrits               | Inscrits    | Inscrits    | 7 546        | 100,00       | 7 546       | 100,00      |
| Abstentions          | Abstentions            | Abstentions | Abstentions | 3 217        | 42,63        | 3 219       | 42,66       |
| Votants              | Votants                | Votants     | Votants     | 4 329        | 57,37        | 4 327       | 57,34       |
| Blancs               | Blancs                 | Blancs      | Blancs      | 153          | 3,53         | 287         | 6,63        |
| Nuls                 | Nuls                   | Nuls        | Nuls        | 125          | 2,89         | 201         | 4,65        |
| Exprimés             | Exprimés               | Exprimés    | Exprimés    | 4 051        | 93,58        | 3 839       | 88,72       |
| * conseiller sortant |                        |             |             |              |              |             |             |

### Canton de La Souterraine
| Candidats            | Candidats             | Partis      | Partis      | Premier tour | Premier tour | Second tour | Second tour |
| Candidats            | Candidats             | Partis      | Partis      | Voix         | %            | Voix        | %           |
| -------------------- | --------------------- | ----------- | ----------- | ------------ | ------------ | ----------- | ----------- |
| 1                    | Jean-François Cotet   |             | UMP         | 1 017        | 27,71        | 1 660       | 47,19       |
| 1                    | Lise Gaudin           |             | UMP         | 1 017        | 27,71        | 1 660       | 47,19       |
| 2                    | Jean-François Laguide |             | PCF         | 890          | 24,25        |             |             |
| 2                    | Isabelle Mazeirat     |             | PCF         | 890          | 24,25        |             |             |
| 3                    | Marie-France Galbrun* |             | PS          | 1 097        | 29,89        | 1 858       | 52,81       |
| 3                    | Étienne Lejeune       |             | PS          | 1 097        | 29,89        | 1 858       | 52,81       |
| 4                    | Colette Merle         |             | FN          | 666          | 18,15        |             |             |
| 4                    | Bruno Sallet          |             | FN          | 666          | 18,15        |             |             |
|                      |                       |             |             |              |              |             |             |
| Inscrits             | Inscrits              | Inscrits    | Inscrits    | 7 165        | 100,00       | 7 165       | 100,00      |
| Abstentions          | Abstentions           | Abstentions | Abstentions | 3 284        | 45,83        | 3 269       | 45,62       |
| Votants              | Votants               | Votants     | Votants     | 3 881        | 54,17        | 3 896       | 54,38       |
| Blancs               | Blancs                | Blancs      | Blancs      | 123          | 3,17         | 216         | 5,54        |
| Nuls                 | Nuls                  | Nuls        | Nuls        | 88           | 2,27         | 162         | 4,16        |
| Exprimés             | Exprimés              | Exprimés    | Exprimés    | 3 670        | 94,56        | 3 518       | 90,3        |
| * conseiller sortant |                       |             |             |              |              |             |             |